# مرکز ملی توسعه فیلم مالزی
مرکز ملی توسعه فیلم مالزی که به اختصار فیناس (FINAS) نامیده می‌شود، آژانس دولتی مرکزی و نهاد حاکم بر صنعت فیلم مالزی است. وظیفه این مرکز، تنظیم امور اقتصادی و بازرگانی مرتبط با صنعت فیلم در مالزی و مسئول سیاست‌ها و برنامه‌های مرتبط با فیلم برای تضمین توسعه اقتصادی، فرهنگی و آموزشی صنعت فیلم مالزی و همچنین تأمین بودجه برای فیلمسازان و استودیوهای فیلم است. فیناس (FINAS) مشابه شورای توسعه فیلم فیلیپین در فیلیپین و انجمن سینمایی آمریکا در ایالات متحده است. پس از اینکه با اداره ملی فیلم مالزی (FNM) در سال ۲۰۱۳ در جهت تشکیل یگانه نهاد نظارتی فیلم ادغام شد، فیناس (FINAS) به عنوان یک نهاد قانونی مستقل که از امر حق‌الزحمه منفک و از نظر مالی مستقل شد، فعالیت کرد.